# Primera División de Aruba 2022-23
La Primera División de Aruba 2022-23 es la 61.ª edición de la Primera División de Aruba. En esta temporada cuenta con un debutante en la competición, se trata de Santa Fe.
La temporada comenzó el 9 de septiembre de 2022 y terminará en junio de 2023.

## Equipos participantes
| Pos.   | Equipo      | Ciudad           | Estadio                     | Capacidad |
| ------ | ----------- | ---------------- | --------------------------- | --------- |
| 1      | Dakota      | Dakota           | Guillermo Próspero Trinidad | 2500      |
| 2      | RCA         | Solito           | Guillermo Próspero Trinidad | 2500      |
| 3      | La Fama     | Savaneta         | Guillermo Próspero Trinidad | 2500      |
| 4      | Britannia   | Piedra Plat      | Guillermo Próspero Trinidad | 2500      |
| 5      | Nacional    | Palm Beach       | Guillermo Próspero Trinidad | 2500      |
| 6      | Caravel     | Angochi          | Guillermo Próspero Trinidad | 2500      |
| 7      | River Plate | Madiki           | Guillermo Próspero Trinidad | 2500      |
| 8      | Estrella    | Santa Cruz       | Guillermo Próspero Trinidad | 2500      |
| 9      | United      | Noord            | Guillermo Próspero Trinidad | 2500      |
| 1 (SD) | Santa Fe    | Pavilla, Meiveld | Guillermo Próspero Trinidad | 2500      |

### Ascensos y descensos
| Pos. | Ascendidos de la División Uno 2021-22 |
| ---- | ------------------------------------- |
| 1    | Santa Fe                              |

| Pos. | Descendidos de la Primera División 2021-22 |
| ---- | ------------------------------------------ |
| 10   | Bubali                                     |

## Formato
Se disputarán 18 fechas enfrentándose todos los equipos, al final los cuatro primeros que acumulen más puntos clasificarán a los play-offs caya 4, mientras que el último clasificado descenderá a la División Uno de Aruba 2023-24, además el octavo y el noveno jugarán play-offs de relegación.
Los cuatro primeros en los play-offs caya 4 jugarán seis partidos más, los dos primeros clasificados jugarán la final a tres partidos, el campeón; de cumplir los requisitos establecidos podrá participar en la CONCACAF Caribbean Club Shield.

## Temporada Regular
| Pos. | Equipo      | Pts. | PJ | G | E | P | GF | GC | Dif. | Clasificación 2022-23           |
| ---- | ----------- | ---- | -- | - | - | - | -- | -- | ---- | ------------------------------- |
| 1    | RCA         | 20   | 9  | 6 | 2 | 1 | 30 | 10 | +20  | Play-offs Caya 6                |
| 2    | Nacional    | 18   | 9  | 6 | 0 | 3 | 20 | 15 | +5   | Play-offs Caya 6                |
| 3    | Dakota      | 16   | 9  | 5 | 1 | 3 | 35 | 15 | +20  | Play-offs Caya 6                |
| 4    | Estrella    | 15   | 9  | 4 | 3 | 2 | 16 | 15 | +1   | Play-offs Caya 6                |
| 5    | Britannia   | 14   | 9  | 4 | 2 | 3 | 22 | 13 | +9   | Play-offs Caya 6                |
| 6    | River Plate | 14   | 9  | 4 | 2 | 3 | 13 | 15 | −2   | Play-offs Caya 6                |
| 7    | La Fama     | 11   | 9  | 3 | 2 | 4 | 6  | 16 | −10  |                                 |
| 8    | Santa Fe    | 7    | 9  | 2 | 1 | 6 | 15 | 20 | −5   | Play-off descenso               |
| 9    | United      | 7    | 9  | 2 | 1 | 6 | 14 | 31 | −17  | Play-off descenso               |
| 10   | Caravel     | 6    | 9  | 2 | 0 | 7 | 9  | 31 | −22  | Descenso a División Uno 2023-24 |

Actualizado a los partidos jugados el 07 de diciembre de 2022.
 Fuente: GlobalSportsArchive Aruba

## Goleadores de la temporada regular 2022-23
| Jugador            | Equipos   | Goles |
| ------------------ | --------- | ----- |
| Ricky Hodge        | Dakota    | 12    |
| Daniel Linscheer   | RCA       | 9     |
| Pieter Susebeek    | Britannia | 9     |
| Trevor Faro        | Estrella  | 9     |
| Steven Rua         | Britannia | 7     |
| Jhon Silva         | RCA       | 7     |
| Antonio J. Fawcett | United    | 6     |
| Camilo Peña        | Dakota    | 6     |
| Albert Francis     | RCA       | 5     |
| Glenbert Croes     | Nacional  | 5     |

Fuente: FutbolAruba

## Playoffs Caya 6
| Pos. | Equipo      | Pts. | PJ | G | E | P | GF | GC | Dif. | Clasificación 2022-23 |
| ---- | ----------- | ---- | -- | - | - | - | -- | -- | ---- | --------------------- |
| 1    | Britannia   | 24   | 10 | 8 | 0 | 2 | 19 | 10 | +9   | Play-offs Caya 4      |
| 2    | RCA         | 20   | 10 | 6 | 2 | 2 | 25 | 11 | +14  | Play-offs Caya 4      |
| 3    | Dakota      | 16   | 10 | 5 | 1 | 4 | 21 | 18 | +3   | Play-offs Caya 4      |
| 4    | Nacional    | 14   | 10 | 4 | 2 | 4 | 19 | 21 | −2   | Play-offs Caya 4      |
| 5    | Estrella    | 8    | 10 | 2 | 2 | 6 | 19 | 25 | −6   |                       |
| 6    | River Plate | 4    | 10 | 1 | 1 | 8 | 18 | 36 | −18  |                       |

Actualizado a los partidos jugados el 23 de mayo de 2023.
 Fuente: GlobalSportsArchive Aruba

## Playoffs Caya 4
| Pos. | Equipo    | Pts. | PJ | G | E | P | GF | GC | Dif. | Clasificación 2022-23 |
| ---- | --------- | ---- | -- | - | - | - | -- | -- | ---- | --------------------- |
| 1    | RCA       | 4    | 3  | 1 | 1 | 1 | 4  | 2  | +2   | Final                 |
| 2    | Dakota    | 4    | 3  | 1 | 1 | 1 | 5  | 6  | −1   | Final                 |
| 3    | Britannia | 4    | 3  | 1 | 1 | 1 | 3  | 4  | −1   |                       |
| 4    | Nacional  | 3    | 3  | 0 | 3 | 0 | 4  | 4  | 0    |                       |

Actualizado a los partidos jugados el 18 de junio de 2023.
 Fuente: GlobalSportsArchive Aruba

## Goleadores de los playoffs 2022-23
| Jugador          | Equipos     | Goles |
| ---------------- | ----------- | ----- |
| Jhon Silva       | RCA         | 12    |
| Trevor Faro      | Estrella    | 12    |
| Devis Oliveros   | Nacional    | 11    |
| Ricky Hodge      | Dakota      | 10    |
| Miguel Vielma    | Britannia   | 7     |
| Steven Rua       | Britannia   | 6     |
| Richard de Sousa | Dakota      | 6     |
| Fladimy François | Nacional    | 5     |
| Daniel Linscheer | RCA         | 4     |
| Siljean Vrolijk  | River Plate | 4     |

Fuente: FutbolAruba

## Final
| 8 de julio de 2023 | RCA                                  | 2-1(1:1) (t. s.)(1:1, 2:1 t. s.) | Dakota               | Complejo Deportivo Frans Figaroa, Noord |                            |
| 20:00              | Jhon Silva 65' · Albert Francis 111' | Reporte                          | Daniel Briceño 90+2' | Árbitro(s): Jade Salamatin              | Árbitro(s): Jade Salamatin |